# Paderborn Hauptbahnhof
Paderborn Hauptbahnhof is het belangrijkste spoorwegstation in de Duitse plaats Paderborn, in de deelstaat Noordrijn-Westfalen. Het ligt aan de spoorlijn Hannover - Soest, een deel van de Midden-Duitsland-net van Keulen respectievelijk Düsseldorf naar Thüringen en Saksen. In Paderborn takt de zijlijn naar Bielefeld (Senne-Bahn) af.

## Geschiedenis

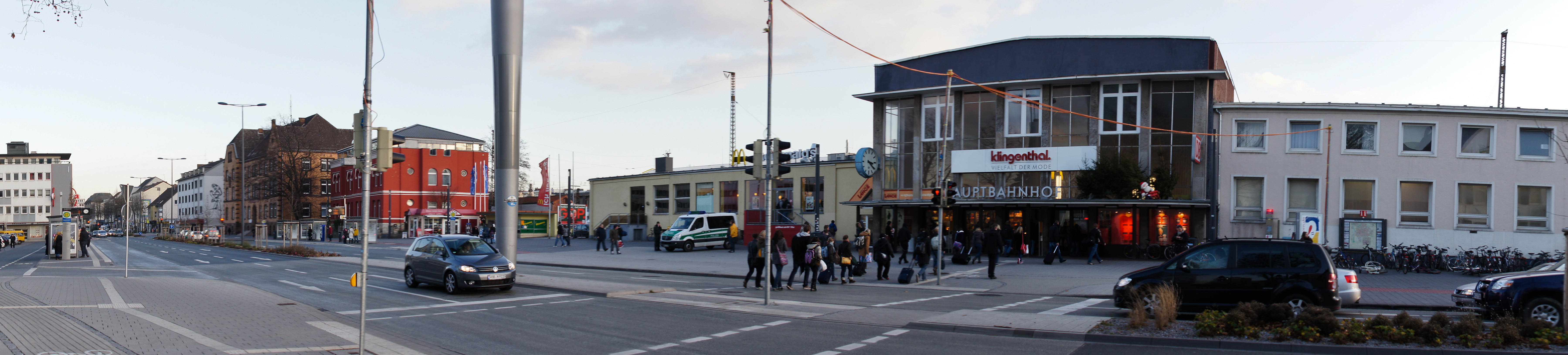
De voorzijde met het nieuwe stationsplein in december 2011

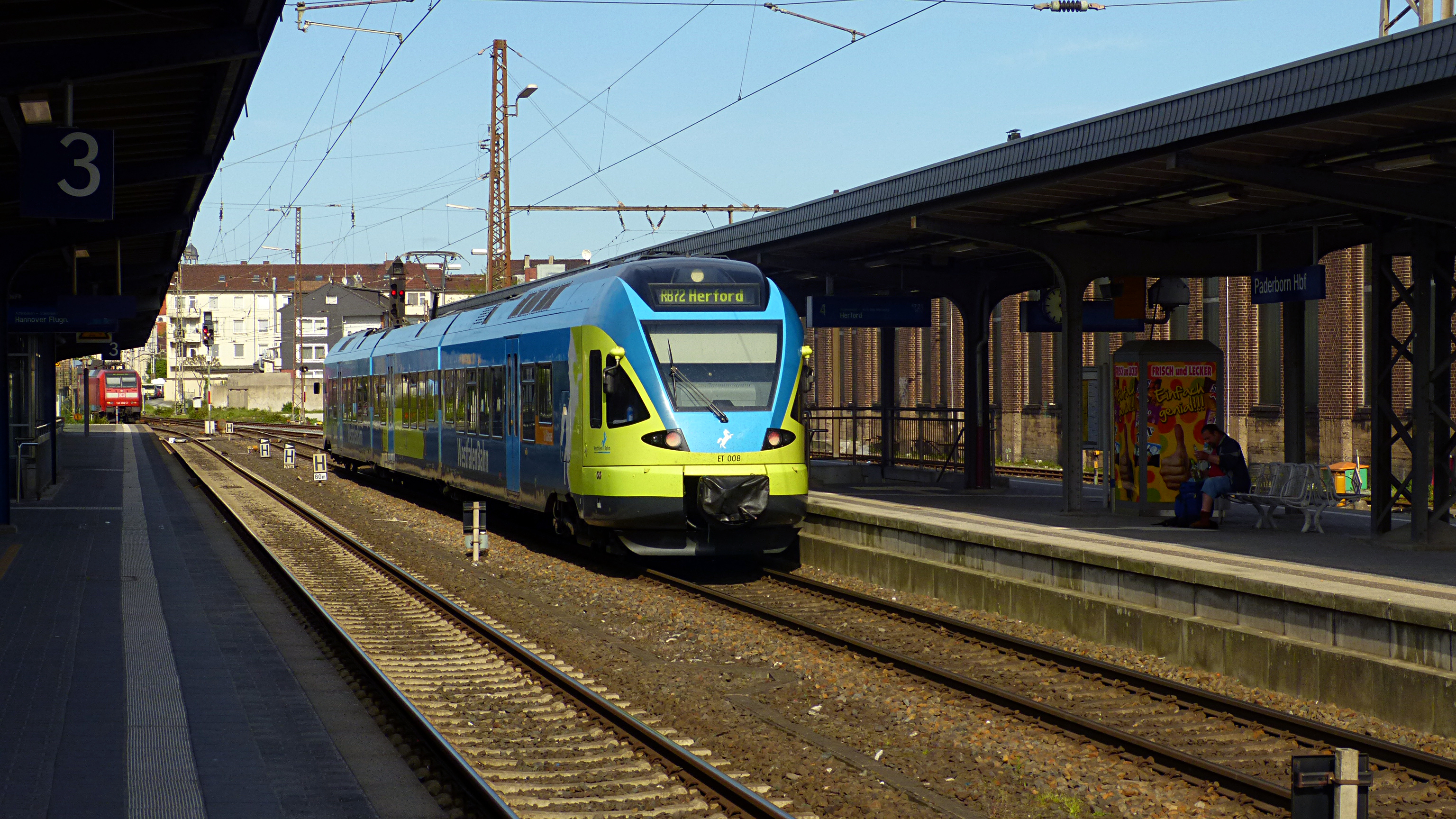
RB 72 naar Herford op spoor 4 (2015)

De hoofdlijn werd tussen Hamm en Paderborn op 1 oktober 1850 door de Königlich Westfälische Eisenbahn-Gesellschaft geopend. De verlenging naar Warburg volgde in 1853. De Senne-Bahn kwam in juli 1902 erbij. Daarnaast volgde nog een zijlijn in 1899 richting Büren (Almetalbahn), deze lijn werd in 1981 stilgelegd. Onlangs waren er plannen, deze spoorlijn te reactiveren om zo de Flughafen Paderborn Lippstadt beter te ontsluiten. Bovendien werd tot de gemeentegrens van Paderborn nieuwe sporen aangelegd. Nog een zijlijn werd in 1906 richting Bad Lippspringe gebouwd, deze takt bij station Paderborn Nord af. In 1965 werd deze voor het reizigersverkeer gesloten en wordt alleen nog door het bedrijf Benteler gebruikt.
In het gebied van Paderborn Hauptbahnhof werd begin jaren '70 de vijfduizendste kilometer spoor van de toenmalige Deutsche Bundesbahn geëlektrificeerd. Een gedenkplaat in het stationsgebouw herinnert aan deze mijlpaal.
Vanaf de zomer 1973 probeerde DB het succesvolle IC-netwerk met zijlijnen uit te breiden. Tussen het Ruhrgebied en Bebra rijden drie IC-treinparen van het "Intercity-Aanvullingssysteem" ("Intercity-Ergänzungssystems"). Dat deze treinen niet aan de vraag voldeden, werden dit "IC-Inprikkerverkeer" ("IC-Zubringerverkehr") in de zomer van 1976 stilgelegd. In samenhang met de hogesnelheidslijn Hannover - Würzburg, de verbinding Ruhrgebied - Kassel-Wilhelmshöhe - (- München) tot een reguliere IC-lijn uit te breiden. Na 1990 ontstond hieruit de zo genaamde "Midden-Duitsland-Verbinding" met eindbestemmingen in Thüringen en Saksen respectievelijk Berlijn. Gedeeltelijk werd daarvoor ook vanaf de dienstregeling 2003 enkele ICE-treinen ingezet. Doordat de vraag tegenviel, rijden er vanaf december 2007 via Paderborn alleen nog IC-treinen naar Berlijn Hbf. Individueel aanbod van het langeafstandsverkeer, bijzonder in de randgebieden, werden allemaal geschrapt, zodat ook de langeafstandsverbinding via Paderborn ter discussie werd gesteld.
Bij de nieuwe dienstregeling van 2011 werd de IC-paar tussen Düsseldorf/Keulen en Leipzig/Berlijn geschrapt. Sindsdien rijden er nog vier IC-/ICE-paren via Paderborn: drie ICE/IC-paren uit het Ruhrgebied naar Dresden Hbf, dagelijks één ICE-paar naar München Hbf, twee ICE/IC-paren naar Düsseldorf Hbf en één ICE-paar naar Wiesbaden Hbf. Op vrijdag en zondag werd een extra IC-paar naar Berlijn-Gesundbrunnen aangeboden. Bij de dienstregeling van 2016 werd het lijnennet nogmaals gewijzigd. Het ICE-paar Düsseldorf-Dresden werd geschrapt en door drie tot vijf IC-paren van Frankfurt am Main, Keulen, respectievelijk Düsseldorf naar Jena, Weimar, Halle respectievelijk Berlijn vervangen. Het ICE-paar Frankfurt - München bleef behouden. Vanaf maar 2016 rijden via Paderborn ook dubbeldeks-Intercity's (IC2). Twee treinparen per dag tussen Düsseldorf en Weimar konden zo snel meer reizigers vervoeren dan het oude materieel. In de volgende jaren wil de Deutsche Bahn de IC-verbinding Düsseldorf - Kassel - Erfurt - Weimar (- Chemnitz) in kader van de DB-langeafstandsoffensief (DB-Fernverkehroffensive) naar een frequentie van eenmaal per twee uur te verhogen.

## Toekomstplannen
In december 2015 besloot het Nahverkehrsverbund Paderborn/Höxter (NPH), de heringebruikname voor spoorverkeer op de Almetalbahn (spoorlijn Paderborn - Büren) in het nieuwe OV-exploitatieplan van de deelstaat Noordrijn-Westfalen voor te dragen. Daarmee zal de Almetalbahn na een decennium weer een kans maken op reactivering. Onder andere werd in kader van de DB-stationsoffensief ook een nieuw station "Paderborn-Universität/Lieth" aan de spoorlijn Hannover - Soest voorgedragen. Deze moet ter hoogte van de straat Driburger Straße in het oosten van de stad komen. Bovendien wordt door de (NPH) een dubbelsporige uitbreiding en elektrificatie van de Senne-Bahn tussen Paderborn en Bielefeld in het exploitatieplan voorgedragen.
Het was gepland om, na de herinrichting van het stationsgebied in het jaar 2010-2011, het stationsgebouw in 2012 compleet te slopen en door een nieuwbouw te vervangen. Het gereedkomen van het nieuwe station, die uit glas en beton zou bestaan en €4,4 miljoen zou kosten, was voor 2013 voorzien. In juli 2012 werd bekend, dat de deadline niet gehaald zou worden. Later ging het stationsmanagement Bielefeld uit van een einddatum in het jaar 2015. Naast een groter stationshal en een vergroting van de winkeloppervlakte is ook een nieuw fietsenstalling gepland. De stad Paderborn legt voor de nieuwbouw €1 miljoen neer.

### Plan van Bremer
De aannemer Bremer AG uit Paderborn heeft de Deutsche Bahn in Berlijn en de stad Paderborn in februari 2016 een eigen plan voor de nieuwbouw van het Hauptbahnhof voorgesteld. Het plan van Bremer is een zes verdiepingen tellend gebouw, waarvan vier voor het nieuwe Business-Hotel worden gebruikt. De stationshal krijgt twee verdiepingen en een OV-Servicewinkel (DB Reisezentrum). Naast de stationshal in de richting van het busstation zal de lobby van het nieuwe hotel komen. Aan de andere zijde van de stationshal in de richting van de binnenstad zullen typische stationswinkels komen. Vooralsnog worden een tijdschriftenwinkel, een bakkerij en een drogisterij genoemd als winkels. Op de tweede etage komt onder andere diverse wachtruimtes. Ook een hotelketen is zeer geïnteresseerd in het project, dat 150 hotelkamers omvat. Hoe het project gefinancierd wordt, is vandaag (april 2016) nog niet duidelijk. Alle partijen zijn wel bereidt voor onderhandelingen. Daarmee bevindt het plan van de DB-architecten voor een één verdieping tellend gebouw op glad ijs. Het nieuwe zes verdieping tellende Hauptbahnhof zal 20 meter hoog worden. Het kost ongeveer €10 miljoen en, als het plan wordt goedgekeurd, in 2017 met de sloop worden begonnen en laat 2019 zal het nieuwe gebouw gereed zijn.
Blijkens een krantenbericht uit 2020 zou het plan van 2021 (sloop oude station) tot 2023 (oplevering nieuwbouw inclusief hotel) gerealiseerd gaan worden. Volgens locale media is de oplevering vertraagd tot eind januari 2024.

## Verbindingen
Paderborn wordt in het langeafstandsverkeer nog door enkele ICE- en IC-treinen bediend. In het regionale verkeer is het verkeer van RE- en RB-treinen frequenter. Tevens is het eindpunt van de lijn S5 van de S-Bahn van Hannover.

### Langeafstandsverkeer
De volgende langeafstandstreinen doen Paderborn Hauptbahnhof aan:
| Serie  | Treinsoort                        | Route | Bijzonderheden |
| ------ | --------------------------------- | --- | --- |
| ICE 41 | InterCityExpress (DB Fernverkehr) | [ Dortmund Hbf – Bochum Hbf – Essen Hbf – Duisburg Hbf – Düsseldorf Hbf – Köln Messe/Deutz – Siegburg/Bonn – Montabaur – Limburg Süd – Frankfurt (Main) Flughafen Fernbahnhof – Frankfurt (Main) Hbf – Aschaffenburg Hbf ] / [ Darmstadt Hbf – Frankfurt (Main) Hbf – Frankfurt (Main) Flughafen Fernbahnhof – Limburg Süd – Montabaur – Siegburg/Bonn – Köln Messe/Deutz – Düsseldorf Hbf – Duisburg Hbf – Essen Hbf – Bochum Hbf – Dortmund Hbf – Hamm (Westf) – Soest – Lippstadt – Paderborn Hbf – Altenbeken – Warburg (Westf) – Kassel-Wilhelmshöhe – Fulda ] – Würzburg Hbf – Nürnberg Hbf – München Hbf – Tutzing – Murnau – Oberau – Garmisch-Partenkirchen                                            | Elk uur tussen Dortmund en München. Éénmaal per dag vanaf Darmstadt via Dortmund en Kassel naar München. Één trein op zaterdag door tot Garmisch-Partenkirchen. |
| IC 50  | Intercity (DB Fernverkehr)        | [ Ostseebad Binz – Stralsund Hbf – Greifswald – Züssow – Pasewalk – Angermünde – Berlin Gesundbrunnen – Berlin Hbf – Berlin Südkreuz – Lutherstadt Wittenberg – Halle (Saale) Hbf – ] / [ Leipzig Hbf ] – Erfurt Hbf – Eisenach – [ Bebra – Kassel-Wilhelmshöhe – Warburg (Westf) – Altenbeken – Paderborn Hbf – Lippstadt – Soest – Hamm (Westf) – Dortmund Hbf – Bochum Hbf – Essen Hbf – Duisburg Hbf – Düsseldorf Flughafen – Düsseldorf Hbf ] / [ Fulda – Frankfurt (Main) Hbf – [ Darmstadt Hbf – Mannheim Hbf – Ludwigshafen (Rhein) Hbf – Neustadt (Weinstr) Hbf – Kaiserslautern Hbf – Homburg (Saar) Hbf – Saarbrücken Hbf ] / [ Frankfurt (Main) Flughafen Fernbahnhof – Mainz Hbf – Wiesbaden Hbf ] | Tweemaal per dag tussen Frankfurt en Saarbrücken. Eenmaal per dag van Stralsund naar Frankfurt.                                                                 |

### Regionaalverkeer
De volgende regionale treinen doen Paderborn Hauptbahnhof aan:
| Serie       | Treinsoort                          | Route | Bijzonderheden                                                                                                |
| ----------- | ----------------------------------- | --- | --- |
| RE 11 (RRX) | Regional-Express (National Express) | Düsseldorf Hbf – Duisburg Hbf – Essen Hbf – Bochum Hbf – Dortmund Hbf – Hamm (Westf) Hbf – Paderborn Hbf – Warburg (Westf) – Kassel-Wilhelmshöhe | Rhein-Hellweg-Express Rijdt elke twee uur tussen Paderborn en Kassel-Wilhelmshöhe.                            |
| RB 72       | Regionalbahn (eurobahn)             | Herford – Bad Salzuflen – Detmold – Horn-Bad Meinberg – Leopoldstal – Altenbeken – Paderborn Hbf                                                 | Ostwestfalen-Bahn                                                                                             |
| RB 74       | Regionalbahn (NordWestBahn)         | Bielefeld Hbf – Hövelhof – Paderborn Hbf | Senne-Bahn 2x per uur in de spits                                                                             |
| RB 84       | Regionalbahn (NordWestBahn)         | Paderborn Hbf – Bad Driburg (Westf) – Holzminden – (Kreiensen)                                                                                   | Egge-Bahn 1x per twee uur van/naar Kreiensen, gekoppeld in Ottbergen aan RB 85                                |
| RB 85       | Regionalbahn (NordWestBahn)         | Ottbergen – Lauenförde-Beverungen – Bodenfelde – Offensen (Kr Northeim) – Adelebsen – Göttingen                                                  | Oberweser-Bahn eenmaal per twee uur in het weekend, gekoppeld in Ottbergen aan RB 84                          |
| RB 89       | Regionalbahn (Eurobahn)             | Münster (Westf) Hbf – Hamm (Westf) – Paderborn Hbf – (Warburg (Westf) – Hofgeismar – Kassel-Wilhelmshöhe)                                        | Ems-Börde-Bahn 2x per uur Münster-Paderborn, 1x per twee uur van/naar Warburg, enkele treinen van/naar Kassel |
| S5          | S-Bahn (DB Regio Nord)              | Hannover Flughafen – Hannover Hbf – Hannover Bismarckstraße – Hamelen – Bad Pyrmont – Paderborn Hbf                                              | Flughafen - Hamelen 2x per uur                                                                                |

### Busverkeer
Het station ligt ongeveer 500 meter van het stadscentrum. Met de voor het stationsgebouw halterende PaderSprinter-Buslijnen zijn de haltes Westerntor en Zentralstation in het centrum evenals de meeste stadsdelen te bereiken. De streekbussen (onder andere naar Delbrück, Hövelhof, Bad Lippspringe, Büren, Lichtenau en Warburg) beginnen bij het busstation naast het treinstation.

## Toegang
Alleen de eerst twee perrons (spoor 1-3) zijn via een lift te bereiken. Aan de trap naar het laatste perron (spoor 4 en 5) is er een traplift die door spoorwegpersoneel bediend wordt. Hier stoppen de RB-treinen naar Herford, Bielefeld, Holzminden en Göttingen.

## Tram
De laatste tram reed in Paderborn op 27 september 1963 van het Hauptbahnhof in het stadsdeel Schloß Neuhaus. Kort na de stillegging werden de tramsporen nieuwe rijstroken voor auto's en was het toenmalige beleid om een autovriendelijke stad te worden. Ook een interlokale tram naar Detmold werd gesloten. Vanaf de opening in 1900 werd de tram elektrisch geëxploiteerd en reed de tram over meterspoor. Ondanks de toenemende vraag in het OV wordt over een nieuw tramsysteem in Paderborn niet gesproken (2016).